# Вилянуева де лос Инфантес
Вилянуѐва де лос Инфа̀нтес (на испански: Villanueva de los Infantes) е град в Централна Испания, автономна област Кастилия-Ла Манча. Разположен е на река Хабалон, на 840 m надморска височина. Населението му е около 5900 души (2005).
Във Вилянуева де лос Инфантес умира поетът Франсиско де Кеведо (1580-1645).